# Павловка (Каневский район)
Павловка (укр. Павлівка) — село в Каневском районе Черкасской области Украины.
Население по переписи 2001 года составляло 301 человек. Почтовый индекс — 19044. Телефонный код — 4736.

## Местный совет
19044, Черкасская обл., Каневский р-н, с. Павловка